# 上傳
在计算机网络中，上传（英語：upload，也译为上載）指向一个远程系统发送数据。该系统可能为一个服务器或者另一个客户端，只要是一个可以存储或处理数据副本的远程系统。要開始上載動作的話，必須兩台電腦間已經連線，並且透過特定的通訊協定溝通，例如HTTP、FTP等。
上載是網路最基礎且最重要的活動之一，依照最广义的定义，上載和下載是同時性的相對動作，例如A電腦上傳一個數據到B電腦，則對B電腦而言，這個動作其實是下載。依此定义，一个网络中的上载速率应当等于下载速率。一些中心化的协议，如 HTTP，当中，上传的负担全部落在了服务器上。
相對於下載，一般家庭用户的上載所佔據的頻寬往往少了數倍，這是因為它通常只是傳送和遠端電腦溝通時的必要數據而已。而对伺服器來說，其所耗費的上載頻寬通常會大於下載頻寬。因此，部分ISP提供的家用网络服务分配了较大频宽予下载，而非上传。
上載也可以讓使用者傳送其本機上的電子數據到伺服器上，包含文字、圖片、音樂、影片等，以供其他人或電腦下載，達到交換資訊的目的。

## 名稱及定義
由於歷史悠久（相對電腦科學的其他概念而言），上載的定義較為模糊。最寬泛的定義為「將數據等自一部電腦傳輸至他處」。依韋伯字典定義，上載，指將數據（或其他事物），由一部電腦或數字裝置，傳輸至另一裝置的記憶體中。而牛津高阶英语词典則認為，上載是將數據由一個較小的電腦系統傳輸至較大的電腦系統。現時上載的途徑主要是互聯網。
亦有文獻特指將個人電腦的檔案傳輸至伺服器的過程為上載。
虽然在中国大陆及台湾广泛使用「上傳」一词，但現時大陸、台灣、香港當局皆採用「上載」作为翻译。

## 歷史
1978年，沃德·克莉史汀森和兰迪·苏思在芝加哥地區計算機愛好者交流會（Chicago Area Computer Hobbyists' Exchange，CACHE），创建了歷史上第一個在线BBS，远程文件共享首次被成功执行。此系统使用早期的文件传输协议（MODEM，后改称XMODEM），利用硬件 modem 传输二进制档，而一部设备可使用电话号码和其他设备建立链接。此后，其他新协议逐渐推出，如Kermit。
1985 年，FTP 由RFC 959标准化，并成为互联网标准的一部分。RFC 959 规定，FTP 基于 TCP/IP 协议；这使得大量 FTP 客户端被写出，并可在不同电脑上运行。

## 上载模型

### 客户端至服务器網絡
在主從式架構中，由客户端向服务器发送数据的过程可以称作上传。

### 远程上传
在本地系统的控制下，将数据从一个远程系统传输到另一个远程系统的功能称之为远程上传。此操作通常适用于，本地电脑至远程电脑连接速度缓慢，但需要进行数据传输的电脑间链接较快速的情况。远程上传主要在一些网络硬盘、云存储服务中使用。它是“离线下载”的一个步骤。

### 對等網路中的上传
与客户端至服务器網絡不同，在對等網路 (P2P) 中，每一台电脑都可以被当作同时是客户端和服务器。例如，在 BitTorrent 中，从他处下载得到的内容会被自动分享至不同地方，而此过程，亦被部分文献称为上载。